# Wilhelm Banse
Wilhelm Banse (ur. 18 kwietnia 1911, zm. 16 kwietnia 1965) – niemiecki polityk należący do Socjaldemokratycznej Partii Niemiec (SPD).
W latach 1953–1957 był deputowanym do Bundestagu z ramienia partii SPD. Wybrany z okręgu nr 144 w Hesji.